# Hotel Wiedeński w Warszawie
Hotel Wiedeński, pierwotnie Hotel Warszawsko-Wiedeński – klasycystyczny hotel, który znajdował się w Warszawie przy ul. Marszałkowskiej 102 róg ul. Widok. Został zniszczony podczas powstania warszawskiego w 1944.

## Historia
Hotel został wybudowany około 1845 przez Gustawa Wiśniewskiego. W początkowym okresie, nawiązując do pobliskiego Dworca Wiedeńskiego, będącego własnością Kolei Warszawsko-Wiedeńskiej, używał nazwy Hotel Warszawsko-Wiedeński. Na kilka miesięcy przed wybuchem wojny w 1939, hotel zmienił swoją funkcję – stał się siedzibą centrali handlowej „102 Polskie Źródła Zakupów”. Budynek uległ całkowitemu zniszczeniu w czasie powstania warszawskiego.
W miejscu, w którym znajdował się hotel wybudowano rotundę PKO BP.